# جون ديفيس لودج
جون ديفيس لودج (بالإنجليزية: John Davis Lodge)‏ (و. 1903 – 1985 م) هو ممثل، وسياسي، وضابط، ودبلوماسي من الولايات المتحدة الأمريكية . ولد في واشنطن العاصمة . تولى منصب أعضاء مجلس النواب الأمريكي .
وهو عضو في الحزب الجمهوري .
توفي في مدينة نيويورك .

## التعليم
تعلم في كلية هارفارد للحقوق، وجامعة هارفارد.

## الخدمة العسكرية
خدم في بحرية الولايات المتحدة.

## روابط خارجية
- جون ديفيس لودج على موقع IMDb (الإنجليزية)
- جون ديفيس لودج على موقع مونزينجر (الألمانية)
- جون ديفيس لودج على موقع أول موفي (الإنجليزية)
- جون ديفيس لودج على موقع قاعدة بيانات برودواي على الإنترنت (الإنجليزية)
- جون ديفيس لودج على موقع قاعدة بيانات برودواي على الإنترنت (الإنجليزية)
- جون ديفيس لودج على موقع قاعدة بيانات الأفلام السويدية (السويدية)
- جون ديفيس لودج على موقع إن إن دي بي (الإنجليزية)
- جون ديفيس لودج على موقع قاعدة بيانات الفيلم (الإنجليزية)